# Vall-llobrega

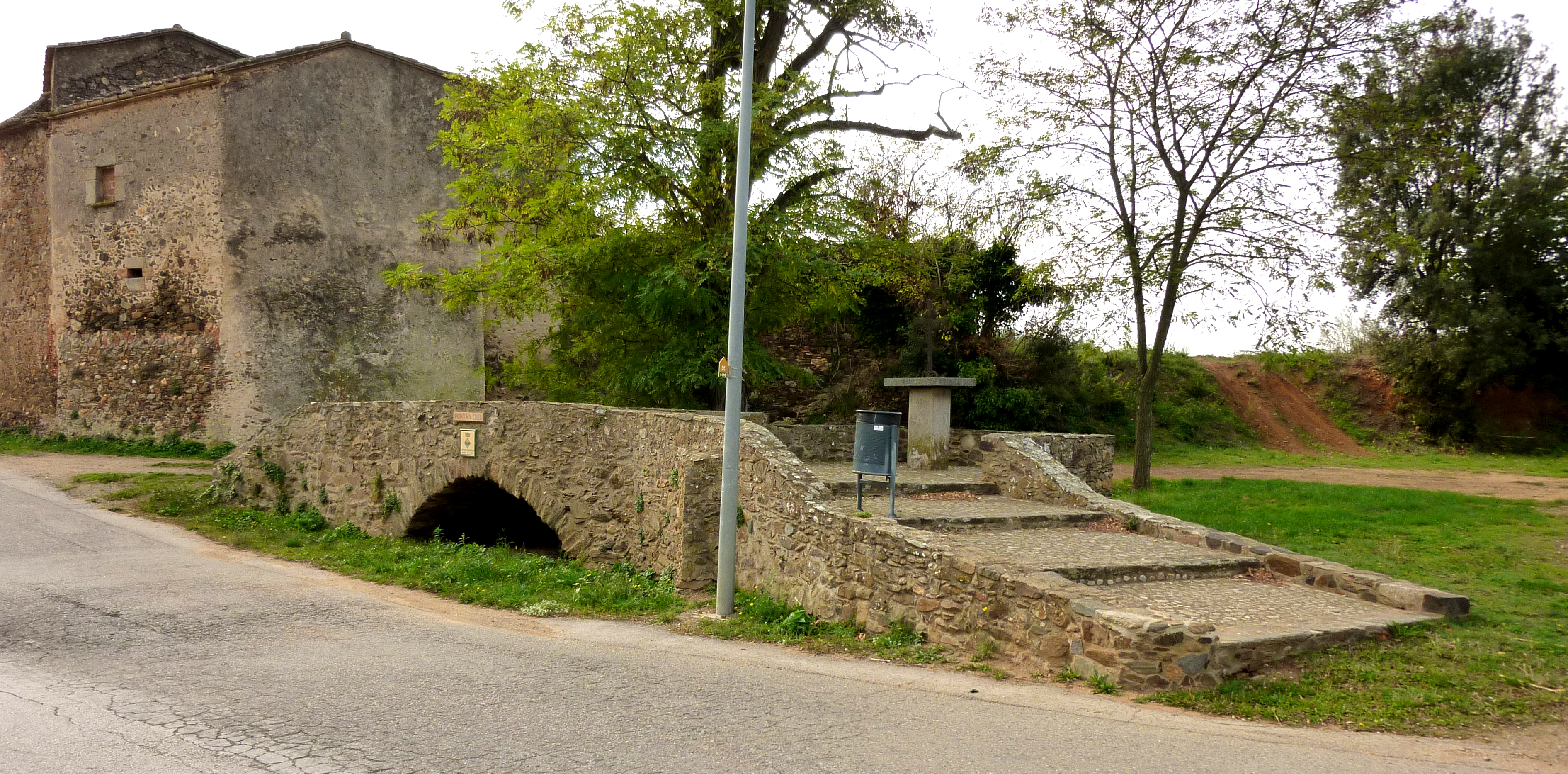
Pont de la Creu in Vall-llobrega

Vall-llobrega is een gemeente in de Spaanse provincie Girona in de regio Catalonië met een oppervlakte van 5 km². Vall-llobrega telt 922 inwoners (1 januari 2016).

## Demografische ontwikkeling
Bron: INE, 1857-2011: volkstellingen